# L’Aldosa de Canillo
L'Aldosa de Canillo (korábban l'Aldosa) falu Andorrában, Canillo közösségben, amelynek lakónépessége 2011-ben 204 fő volt. Tengerszint feletti magassága 1726 méter.
2010-ben a nevét Andorra Helységnévkönyve alapján L'Aldosaról L'Aldosa de Canillora nevezték át, hogy megkülönböztessék a La Massana közösségben található, L'Aldosa de la Massana nevű, röviden szintén L'Aldosa néven emlegetett falutól.